# わが家の歴史
『わが家の歴史』（わがやのれきし）は、フジテレビ系列にて2010年4月9日～11日まで放送された3夜連続のスペシャルドラマ。

## 概要
開局50周年記念ドラマ作品として制作・放送された。「家族」をテーマに2006年に企画立ち上げとなり、構想4年、放送まで足かけ5年を要した作品である。
昭和2年から昭和39年までの激動の時代を明るく生き抜いた、八女（やめ）家の人々の物語を描いた三谷幸喜脚本によるホームドラマ。大筋となる部分はフィクションだが、当時の風俗や出来事、実在の人物等が八女家とそれを取り巻く人々の視点を通して多数登場するのが特徴である。
東京ドラマアウォード2010の「単発ドラマ部門」で作品賞グランプリを受賞した。
2011年3月24日から26日まで、世界フィギュアスケート選手権大会2011が、11日に発生した東北地方太平洋沖地震による大会および中継中止に伴い、その代替番組としてかつ「日本の絆スペシャル」と冠して、19:00（25日は19:57） - 21:54に再放送したが、三夜合計で本放送時よりも約10分間短い短縮版でもあった。番組と番組をつなぐジャンクションの際の5秒間では、「三夜連続 日本の絆スペシャル」の横に小さく「ドラマレジェンド」の文字テロップが添えられており、同企画としても放送された。また、冒頭では三谷がVTR出演し、被災者に対するお見舞いメッセージも放送された。
「平凡な一家の長女・政子が権力者に嫁いだことで家族全体が時代の大きなうねりに飲み込まれてゆく」というあらすじで、鎌倉時代の北条政子とその北条一族を全体のモチーフとしている。三谷はその後、大河ドラマ『鎌倉殿の13人』で再び政子とその一族を描くことになる。

## あらすじ
昭和20年、終戦を迎えた日本の博多で暮らす八女家では、甲斐性がなく次々と事業を失敗させてしまう父の時次郎に代わって長女の政子が弟妹を支えていた。一家が極貧生活を送るなかで、中洲のクラブ「長い夜」で働き始めた政子は、店の経営者である鬼塚大造と知り合い見初められるようになる。彼には仕事のパートナーである妻の存在があったが、博多を復興させようとする熱意と、家族の面倒を見るという言葉に、彼との“結婚”を決意するのだった。

## 登場人物

### 八女家の人々
八女政子 - 柴咲コウ（子供時代：椎名るか〔昭和7年時〕）
八女家の長女。時次郎の事業の失敗で凋落した八女家を支えるため、中洲のクラブで働き始める。そこで鬼塚大造に見初められる。大造には妻がいたため「二号さん」として結婚。博多から東京へ事業展開を始めた大造の希望もあり、八女一家と共に上京。大造の死後、生活は窮迫するが、幼い実の成長に希望を持ち、一家を支え続ける。
鬼塚大造 - 佐藤浩市
中洲でクラブなどを経営する実業家。副社長でもある千晶という本妻がいるが、政子をみそめて「結婚」をする。東京進出も果たし事業も順調に見えた矢先に、胃癌のため倒れ博多の病院で息を引き取った。
なお、脚本を担当した三谷幸喜の父も中洲でクラブを経営する実業家であった。
八女時次郎（父） - 西田敏行
八女一家の長。数々の事業に手を出しては失敗している。最後に失敗した「フラリング」は、大造が政子と実のために残した預金通帳に手を出して売り出したものであった。
八女マキ（母） - 富司純子
時次郎と結婚して5人の子宝に恵まれる。家族思いの母親で、政子のクラブ勤めに反対するが、政子の誘いで同じクラブで料理人として働くことになる。政子が大造の二号になることには反対した。
八女義男 - 松本潤（子供時代：加部亜門〔昭和7年時〕、秋山竣〔昭和18年時〕）
八女家の長男。東京大学に進学し、糸川教授の下でロケットの研究をする。政子の友人でもある一之瀬ゆかりと恋に落ち交際するがゆかりの両親に反対される。北海道で見合いをしていたゆかりをその場から掠奪した直後、洞爺丸事故に巻き込まれるが、無事に救助された。
八女宗男 - 佐藤隆太（子供時代：高澤父母道〔昭和7年時〕、影山樹生弥〔昭和18年時〕）
八女家の次男。様々な職業を転々とするが、古川ロッパの付き人になりコメディアンを目指す。
八女波子 - 堀北真希（子供時代：篠川桃音〔昭和7年時〕、宮武美桜〔昭和18年時〕）
八女家の次女。出版社に就職し、作家で変わり者の阿野三成と結婚する。後に編集長に出世。
八女房子 - 榮倉奈々（子供時代：田渕結衣〔昭和7年時〕、鈴木米香〔昭和18年時〕）
八女家の三女。絵が好きで美術大学に進み美術の先生になるが、子供の頃から好きだった手塚治虫のアシスタントになる。つるちゃんに交際を申し込まれている。
八女実 - 加藤憲史郎〔1〜2歳〕、加藤清史郎〔6〜10歳〕、役所広司〔ナレーション〕
政子と大造の息子。父・大造に溺愛されたが、彼の死後は内向的な性格に育ち、園児の中でも孤立していた。足が速い。物語は一貫して、成長した壮年期の実が、自らの両親とその家族の暮らしぶり、時代背景について回想を交えて語るという体裁をとる。
鬼塚千晶 - 天海祐希
大造の本妻で会社の副社長でもある。政子が大造の好みであることを一目で見抜く。象を博多に連れてくるのに時次郎が失敗し、八女家が博多の人に非難されていると一喝して追い払う。大造が死去すると、実のみ葬儀の参列を許した。また、八女家には分骨をさせなかったが、時次郎らが骨を持ち逃げした際には黙認した。
一之瀬ゆかり - 長澤まさみ
政子の友人。東大進学後、義男の恋人になるが、交際を両親に反対される。その後、北海道でお見合いしていた時に、義男と駆け落ちし、洞爺丸の海難事故に巻き込まれる。その後記憶を失い青森にいたが、東京に戻ると両親は駆け落ちした二人を追い洞爺丸に乗船していたため事故で亡くなり、家は売りに出されていたため全てを失いストリッパーになってしまう。
つるちゃん（本名：津留つるたろう） - 大泉洋（子供時代：佐藤隆平〔昭和18年時〕）
八女一家の幼馴染。房子との交際を政子に反対されるが、認められるために立派な男になると決心し、様々な職業に就く（ほとんどは八女家のせいでクビになるため）。
大浦竜伍 - 玉山鉄二
政子のかつての恋人であったが、戦争で召集され、満洲で戦死したとされていた。しかし、実は生きており、シベリア抑留を経て帰還した。しかし、その時既に政子は大造の二号になっていた。帰還後は左翼運動に身を投じていたが左翼団体の首謀者が捕まり自身の良心から運動からも手を引き、最終的に東海道新幹線の駅員となった。
阿野三成 - 山本耕史
小説家で出版社につとめる波子が担当となり、やがて恋に落ち結婚。偏屈な性格をしている。
マリア - 鈴木砂羽
政子と共にクラブのホステスをしていたが、クラブで働く宗男と結婚する。
柳隆五郎 - 阿南健治
クラブ「長い夜」の支配人。政子が大造の好みであることを一目で見抜き、政子を採用した。大造とは好みが同じだからというのが理由。大造の妻になった政子に尽くし、八女家にも親切にしており大造の死後も政子と実に残された財産管理をしていたが、後に政子に思いを告白し押し倒そうとして拒絶され、貯金を持ち逃げした。
古賀巳代治 - 高田純次
時次郎の戦友で、共に度々事業を行っては失敗している。

### 時代の人々
榎本健一 - 木梨憲武（とんねるず）
時次郎と天丼屋で出会う。
村田英雄 - 中尾明慶
空襲から避難した八女家と一緒になる。
長谷川町子 - 和久井映見
政子・房子と闇市で出会う。
畑正憲 - 今井悠貴
海岸で政子と出会う。
美空ひばり - 相武紗季、さくらまや〔10歳〕
高倉健 - 小栗旬
同じく福岡から上京する八女一家と列車で乗り合わせる。
糸川英夫 - 高嶋政伸
ロケット開発を行う工学者。
笠置シヅ子 - 戸田恵子
力道山 - 山口智充
本妻千晶の上京で辛い目にあった政子を励ます。
白井義男 - 武田真治
黒澤明 - 宇梶剛士
オーディションを受けに来た宗男を不採用にする。
仲代達矢 - 山田孝之
宗男とともに「七人の侍」のオーディションを受ける。
古川ロッパ - 伊東四朗
宗男を付け人にする。
遠藤周作 - 八嶋智人
三成の友人。波子と共に丸山明宏のシャンソンを聴きに行く。
丸山明宏 - ウエンツ瑛士
ディック・ミネ - 茂木淳一
マリリン・モンロー - Zina Blausova
来日して滞在していたホテルにつるちゃんが働いていた。
手塚治虫 - 藤原竜也
房子をアシスタントとして雇う。
升田幸三 - 内野聖陽
時次郎と公園で出会い、将棋をする。
山下清 - 塚地武雅
友達のいない実が唯一打ち解けた画家。塚地は『裸の大将放浪記』などでも山下清役を演じている。
永井荷風 - 石坂浩二
作家。ストリップ小屋に入り浸っている。倒れたゆかりを助ける。
岸信介 - 小日向文世
安保闘争の時つるちゃんに助けられ、身辺警護に抜擢。
吉田茂 - 角野卓造
時次郎の尊敬する人物。大磯で隠居生活を送っていた時に時次郎に出会う。
池田勇人 - 宮川大助
つるちゃんが身辺警護にあたっていた総理大臣。

### その他の人々
獅子丸寿一 - 中井貴一
東京の有力者で初対面の際に大造と対決し、売り上げの半分を納めろと脅すが、拳銃を持ち出してまで立ち向かう大造のことを気に入り友人となった。後に政子を助ける。
宮崎正志 - 岡田将生
東大で起こったヤミ金融事件の首謀者。
柊修二（ジョニー） - 寺島進
宗男の仕事の同僚で、宗男は彼に影響されてアメリカかぶれすることとなった上、彼から借金までしていた。現金輸送車襲撃の容疑者として逮捕され、逮捕時に「オーマイガー」と叫んだ。
一之瀬 - 榎木孝明
ゆかりの父。鉄鋼会社の重役。政子が二号であることを理由に、妻（平淑恵）と共に義男とゆかりの交際に反対するも、洞爺丸事故で妻と遭難死。
曙出版編集長・諸星 - 羽場裕一
波子の上司。波子を編集長に抜擢。
大槻 - 浅野和之
手塚治虫担当編集者。アシスタントとして働いていた房子が漫画家への夢を語るとたしなめる。
手塚治虫担当編集者 - 猪野学
岩井工場長 - 田山涼成
政子が働いていたトランジスタ工場長。政子が運動会へ参加するため申請した休暇を認めなかったが、獅子丸から工場の損失を補填するといわれ、臨時休業にした。
神主 - 温水洋一
地蔵に悪戯をした宗男たちを叱った。
クラブの客 - 有薗芳記
マリアに触りまくった酒癖の悪い客。千晶が一喝し追い払う。
クラブの客 -伊藤正之
政子がダンスに困って炭坑節を披露した際の客。
クラブの客 -野添義弘
政子とダンスを踊り足を踏まれた客。
バーテンダー - 眞島秀和
田中ヨネ（スージー） - 池谷のぶえ
柊修二（ジョニー）の恋人で現金輸送車襲撃では共犯となる。
森羅万丈　- 吉村崇（平成ノブシコブシ）
学生演劇の演出家、学生運動のリーダー。
臼井 - 坂本真
劇団ピカロの団員。
警察予備隊の隊長 - 山西惇
つるちゃんの所属する警察予備隊の隊長。つるちゃんに警察予備隊と警察との違いを教える。
獅子丸の秘書 - 四方堂亘
大造の家に獅子丸と同行した。
黒澤監督の助手 - 野間口徹
鬼塚の担当医 - 入江雅人
TVプロデューサー - 近藤芳正
TV番組のAD - 濱田岳
漆原 - 飯田基祐
大浦竜伍の元上官。クーデターを起こすため大浦を誘い込む。
軍服の男 - 梅野泰靖
漆原の上役でクーデターの首謀者。
幼稚園の先生 - キムラ緑子
実が通っていた幼稚園の先生。政子に実の特別学級入りを勧めもっと実と一緒に居る時間を持つよう諭す。
ホステス（ゆかりの同僚）インゲ - 洞口依子
コメディアン（古川ロッパと共演） - Wコロン
刑事 - 佐藤誓
火葬場の男 - 島津健太郎
ストリッパー - 桜井千寿

## その他のキャスト
- 山崎裕太
- 細山田隆人
- 小橋建太（プロレスリング・ノア）
- 秋山準（プロレスリング・ノア）
- 高瀬媛子
- 平松ケイ
- 藤岡太郎

## サブタイトル
| 各夜                                              | 放送日        | 放送時間      | サブタイトル                                    | 視聴率 | 第二回放送日  | 放送時間    | 視聴率 |
| ------------------------------------------------- | ------------- | ------------- | ----------------------------------------------- | ------ | ------------- | ----------- | ------ |
| 第一夜                                            | 2010年4月09日 | 21:04 - 23:22 | 空前のスケール超豪華キャスト史上最強作今夜誕生! | 21.2%  | 2011年3月24日 | 19:00-21:54 | 6.0%   |
| 第二夜                                            | 2010年4月10日 | 21:04 - 23:30 | 一家を襲う新たな運命 波乱の恋                   | 18.4%  | 2011年3月25日 | 19:57-21:54 | 7.5%   |
| 第三夜                                            | 2010年4月11日 | 21:04 - 23:54 | 一家を襲う最大危機 感動最終章                   | 21.1%  | 2011年3月26日 | 19:00-21:54 | 6.3%   |
| 平均視聴率 20.3% （ビデオリサーチ調べ・関東地区） |               |               |                                                 |        |               |             |        |

## スタッフ
- 企画 - 大多亮、和田行
- プロデュース - 重岡由美子、稲田秀樹、江森浩子
- 脚本 - 三谷幸喜
- 監督 - 河野圭太
- 音楽 - 服部隆之（オリジナルサウンドトラック avex-CLASSICS）
- エンディングテーマ - 中島みゆき「時代」（ヤマハミュージックコミュニケーションズ）
- 撮影 - 伊藤清一
- 美術 - 柳川和央
- 選曲 - 志田博英
- 協力プロデューサー - 志牟田徹、成田一樹、川上一夫
- 監督補 - 三木茂
- 助監督 - 朝比奈陽子
- ライツ協力 - 手塚プロダクション
- 映像協力 - クリエーションファイブ、NHK、日映アーカイブ
- 写真提供 - 朝日新聞社、讀賣新聞社、毎日新聞社
- 音楽協力 - フジパシフィック音楽出版
- 音楽制作 - フェイスミュージック
- 協力 - バスク、フジアール、国際放映
- 制作協力 - 共同テレビ
- 制作著作 - フジテレビ

## ロケ地
- 千葉県千葉市
- 福岡県北九州市
- 福岡県飯塚市
- 福岡県田川市
- 熊本県荒尾市
- 大分県大分市
- 群馬県桐生市
- 群馬県みどり市
- 栃木県足利市
- 中国上海市（上海影視楽園のオープンセット）

## 作中で登場した出来事・事物
- 『ベアトリ姐ちゃん』 - 作詞小林愛雄、作曲フランツ・フォン・スッペの歌曲（原曲：オペレッタ『ボッカチオ』）。昭和7年（1932年）に時次郎が偶然出会った榎本健一とデュエットする他、作中でたびたび歌われる。
- 太平洋戦争
- 人毛醤油（代用醤油） - 時次郎と古賀が製造機を作り、一儲けを狙うが失敗して爆発する。
- 『新宝島』 - 房子が所持。
- 帝銀事件 - 犯人の似顔絵がつるちゃんに似ていたため、つるちゃんは一時福岡から姿をくらまして東京に行き、平沢貞通の逮捕により福岡に戻る。
- 天皇行幸 - 1949年、福岡を訪れた昭和天皇を一家で見物に赴く。
- 全日本学生自治会総連合（全学連） - ゆかりがその集会に前座の歌手として参加。
- シベリア抑留 - 大浦が使役させられ、共産主義に染まった後、1949年に帰国。
- 上野動物園 - 1949年、象のインディラとはな子が来園。それを聞いた時次郎は福岡にも象を呼ぼうとする。また、東京に出た後は房子とつるちゃんが昼間に赴くが、大混雑でインディラを見られなかったため、夜間に上野動物園に侵入して見物し、警察沙汰となる。
- 闇金融事件 - 「太陽グループ」という会社を舞台とした東大学生による闇金融事件。首謀者の宮崎正志のもとで、義男がアルバイトとして携わっていた。現実では「光クラブ事件」が起こっており、その中心人物は山崎晃嗣という。
- 東大ポポロ事件 - 宗男が関係する劇団の公演に警察官が潜り込んでいた為に騒動になった。
- 日大ギャング事件 - 犯人の少年が逮捕時に叫んだ「オー・ミステーク」が流行語となった（ドラマでは「オーマイガー」と叫んでいる）。
- 自転車タクシー（輪タク） - 一時期、つるちゃんが運転手をしていた。
- 売血 - 借金返済のため宗男が行なった。
- 警察予備隊 - 発足時に宗男とつるちゃんが警視庁予備隊 と間違え入隊。
- 『ポーリュシカ・ポーレ』 - 全学連の集会でゆかりが歌った。歌っていたのは橋本淳作詞の歌詞（歌：仲雅美、1971年発売）。
- もく星号墜落事故 - 大造が「もく星号」に乗る予定だったが、大浦の訪問により乗り遅れ、難を逃れた。
- 血のメーデー事件 - 成り行きから宗男がデモ隊側、つるちゃんが警官側で参加。
- 『七人の侍』 - 宗男が出演者オーディションに参加。
- バカヤロー解散 - 時次郎が新聞で読み、吉田茂を褒めた。
- 第4回NHK紅白歌合戦 - 八女家がテレビで視聴。
- 二重橋事件 - この事件の記事写真に、福岡にいるはずの大造が写っているのを政子が見つける。
- マリリン・モンロー - 1954年2月の来日の際、つるちゃんは彼女が宿泊した帝国ホテルの従業員をしており、こっそり時次郎、宗男、阿野を招いて彼女を見る。
- ペンシルロケット - 糸川英夫の開発チームの一員として義男が参加。
- 国鉄青函連絡船沈没事故(洞爺丸事故) - 義男、ゆかり、つるちゃん、ゆかりの両親が遭遇。また、事故当日に実が誕生している。
- 砂川事件 - 波子が取材した。
- フラフープ - 1958年の大流行に先駆けて時次郎が類似品の「フラリング」を売り出したが、フラフープの販売開始により返品の山となる。
- 南極地域観測隊 - 1958年の第2次越冬隊につるちゃんが参加し、タロとジロらの犬を置き去りにしたため帰国後に非難される。
- 黒部ダム - つるちゃんが建設工事に参加。
- スター千一夜 - 八女家がテレビで視聴。
- 三無事件 - 大浦が犯人の一味として参加させられた。団体名は黒い九月をもじったと見られる「黒い師走」に変えられている。
- 1964年東京オリンピック - 八女家がテレビで視聴。

## 備考
- 本作のコラボレーションとして放送された『世にも奇妙な物語 20周年スペシャル・春 〜人気番組競演編〜』の一編「台詞の神様」では、本作の脚本執筆の苦労話を扱ったメタフィクションが描かれている。
- 八女家の人々の名前は北条氏とその縁戚から取られており、以下のように対応している。
  - 政子（北条政子）、時次郎（時政）、マキ（牧の方）、義男（義時）、宗男（宗時）、波子（阿波局）、房子（時房）、阿野三成（阿野全成）、実（源実朝）
- 八女姉弟は上から順番に政子（柴咲コウ）、義男（松本潤）、宗男（佐藤隆太）、波子（堀北真希）、房子（榮倉奈々）だが演者の実年齢では佐藤は姉役の柴咲と兄役の松本よりも年上で、末っ子役の榮倉は姉役の堀北よりも年上である。特に松本と佐藤の役柄の関係については松本が『VS嵐』などで本作の宣伝を兼ねてキャストがゲスト出演した際にネタとして話している。
- 2010年4月1日、完成報告会がフジテレビ本社屋上にレッドカーペットを敷き、強風の中で行われた[6]。
- 2010年4月5日から4月8日まで、宣伝を兼ねて往年の名番組『スター千一夜』が28年半ぶりに『スター千一夜2010』として深夜枠で放送された。企画・構成・司会は三谷が担当。内容は三谷のむちゃぶりな質問を俳優陣が四苦八苦しながら回答するという形で行われた。出演者は以下のとおり。[7]
  - 4月5日 - 榮倉奈々、堀北真希、長澤まさみ
  - 4月6日 - 加藤清史郎
  - 4月7日 - 松本潤、佐藤浩市、佐藤隆太
  - 4月8日 - 柴咲コウ
- テレビ大分では第1話はフジテレビと同時、第2話は2010年4月11日13:00 - 15:30、第3話は2010年4月18日14:30 - 17:25のそれぞれ遅れネットで放送された。
- テレビ宮崎では第1話は2010年4月10日13:00 - 15:18の遅れネット、第2話はフジテレビと同時、第3話は2010年4月25日13:00 - 15:50の遅れネットで放送された。
- 2011年の再放送分（※ドラマレジェンド枠として放送）については大津波の部分が震災後の被災地（※主に津波被害を受けた三陸沿岸部各地）における事情を主な理由として放送上カット（割愛）されている。
- 次女の波子役を演じた堀北と波子と結ばれる作家、三成役の山本は後に実生活で結婚している。